# Полиритмия (ансамбъл)
Ансамбъл „Полиритмия“ е български перкусионен ансамбъл, който се състои от 6 души и представлява група, в която изпълнителите свирят само на ударни инструменти.

## История
Ансамбълът е създаден през 1976 г. от проф. Добри Палиев, като в него влизат студенти по ударни инструменти, завършили музикалната академия.
Участвал е в най-големите фестивали за съвременна музика: Загребското "Биенале”, Тунис, Люксембург, Куба, Гърция и др. Носител е на няколко международни престижни награди на интернционални конкурси в Люксембург, на Пражката и Френската телевизия. Техният репертоар включва известни музикални пиеси от ХХ век, транскрипции от предкласиката, класика, фолклор, джаз и африканска музика.
Специалната им програма за деца включва три музикални приказки: „Малкият водолаз“, „Необикновено пътешествие“ и „Маймунска история“, които ca съчетани с лекции и демонстрация на различни ударни инструменти.
Ансамбъл „Полиритмия“ имат многообройни аудио и аудиовизиулни записи в български, европейски и японски телевизии и радио, както и такива, осъществени от български и чужди звукозаписни фирми.

## Състав
Понастоящем членове на ансамбъла са:
- Антонин Бржечка
- Мария Палиева
- Искра Палиева
- Александър Цветков
- Стоян Павлов

Обичайният състав от инструменти е: 2 ксилофона, вибрафон, маримба, барабани, тъпан и множество малки перкусионни инструменти.

## Репертоар
„Полиритмия“ е ориентирана към съвременна перкусионна музика, писана само за ударни инструменти, транскрипции по класически произведения от барока и романтизма, рагтайми и обработки на български фолклор.
Повече от 50 произведения от български композитори са написани специално за ансамбъл „Полиритмия“. Такъв е например „Концерт за ударни инструменти“, написан от композитора Емил Табаков през 1976 г. „Полиритмия“ е и единственият постоянно действащ професионален ансамбъл от ударни инструменти в България.
Има над 500 концерта в страната и турнета в Чехия, Унгария, Франция, Бразилия, Гърция, Япония, Русия, Люксембург и Германия; участия в медийни предавания, записи на 12 плочи и 2 компактдиска, както и множество награди от различни конкурси, като международния конкурс за перкусионни ансамбли в Люксембург.
Членовете на ансамбъла често са първите, които представят в България различни екзотични и необичайни ударни инструменти, преди те да са добили популярност и да са се наложили в страната.
Някои от по-популярните миниатюри, изпълнявани от ансамбъла са:
1. Петко Стайнов – Ръченица
2. Луйджи Бокерини – Менует
3. Йоханес Брамс – Унгарсни танц № 5
4. Римски Корсаков – Полета на бръмбара
5. В.А. Моцарт – Малка нощна музика
6. Йохан Себастиан Бах – Менует и Бадинера
7. Виторио Монти – Чардаш
8. Румънска народна – Чучулига
9. Ралф Либерман – Промени
10. Ернст Тох – Географска фуга
11. Джон Х.Грийн – Лог кебин блус
12. Добри Палиев – Импровизация в 7/8
13. Дейвид Манчини – Сюита за барабани